# Editha Limbach

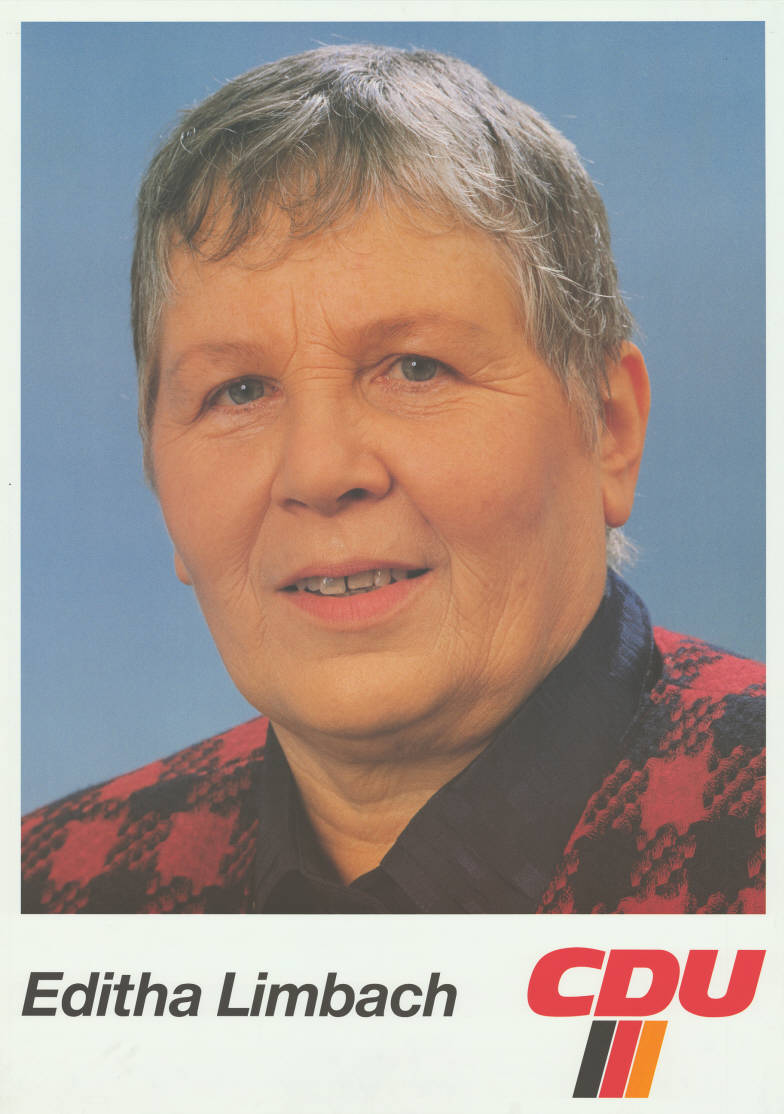
Editha Limbach auf einem Wahlplakat

Editha Limbach (* 1. Februar 1933 in Berlin als Editha Nassen; † 28. Juni 2023) war eine deutsche Politikerin (CDU). Sie war von 1987 bis 1998 Mitglied des Deutschen Bundestages.

## Werdegang
Nach ihrem Abitur studierte Limbach Geschichte und Sozialwissenschaften in Bonn und New York. Daraufhin war sie einige Jahre als Journalistin und Redakteurin tätig.
1960 trat Limbach der CDU bei, wo sie von 1970 bis 1988 stellvertretender Kreisvorstand und danach stellvertretende Bezirksvorsitzende war. Von 1975 bis 1989 gehörte sie dem Rat der Stadt Bonn an, in dem sie stellvertretende Fraktionsvorsitzende war.
Von 1987 bis 1998 saß Editha Limbach im Deutschen Bundestag. Sie wurde dabei zunächst über die Landesliste Nordrhein-Westfalen und danach direkt im Bundestagswahlkreis Bonn gewählt. Nach ihrer Tätigkeit als Abgeordnete war Limbach von 1998 bis 2010 stellvertretende Vorstandsvorsitzende der UNO-Flüchtlingshilfe.
Editha Limbach war römisch-katholisch verheiratet und hatte vier Söhne.